# 花荵单囊壳
花荵单囊壳（学名：Sphaerotheca polemonii）是属于白粉菌目白粉菌科单囊壳属的一种真菌，寄生在花荵属植物上。该种分布于中国、俄罗斯、波兰、瑞典等地。